# 혁명
정치학에서, 혁명(革命, 영어: revolution)이란 사회의 계급, 정부, 민족, 혹은 종교 구조의 급격하고 근본적인 변화이다. 사회학자 잭 골드스톤에 따르면, 모든 혁명은 그 핵심에 "공통 요소의 집합: (a) 정당한 질서에 대한 경쟁적 이상(理想)이 동원된 정권 교체 시도, (b) 상당한 수준의 공식적 혹은 비공식적 대중 동원과, (c) 대규모 데모, 시위, 파업 혹은 폭동 등 제도화되지 않은 행위로 변화를 이루려는 노력"을 포함한다.
혁명은 인류 역사 전반에 걸쳐 발생했으며 그 방법, 지속 기간, 결과가 다양했다. 일부 혁명은 변방에서 농민 봉기나 게릴라전으로 시작되었고, 다른 일부는 수도를 점령하기 위한 도시 폭동으로 시작되었다. 혁명은 민족주의, 공화주의, 평등주의, 자결권, 인권, 민주주의, 자유주의, 파시즘 또는 사회주의와 같은 특정한 정치 이념, 도덕률, 또는 통치 모델의 인기 상승에 고무될 수 있다. 정권은 최근의 군사적 패배, 경제적 혼란, 국민적 긍지와 정체성의 훼손, 만연한 억압과 부패로 인해 혁명에 취약해질 수 있다. 혁명은 보통 그 기세를 멈추거나 진행 중인 변화의 과정을 되돌리려는 반혁명을 초래한다.
최근 몇 세기 동안의 주목할 만한 혁명으로는 미국 독립 혁명(1765-1783), 프랑스 혁명(1789-1799), 아이티 혁명(1791-1804), 스페인령 아메리카 독립 전쟁(1808-1826), 유럽의 1848년 혁명, 멕시코 혁명(1910-1920), 중국의 1911년 신해혁명, 유럽의 1917-1923년 혁명(러시아 혁명과 독일 혁명을 포함), 중국공산당의 혁명(1927-1949), 아프리카의 탈식민지화(1957-1975), 알제리 전쟁(1954-1962), 쿠바 혁명(1953-1959), 1979년 이란 혁명과 니카라과 혁명, 전 세계적인 1989년 혁명, 그리고 2011년 아랍의 봄 및 2019년 제2차 아랍의 봄이 있다.

## 어원
혁명에 해당하는 영어 revolution은 라틴어 revolutio가 어원으로, '회전하다' 내지 '선회하다'에서 대변혁이라는 뜻이 파생되었다. 즉, 국가의 반전이 혁명인 것이다.
프랑스어 명사 revolucion은 그 기원이 13세기까지 거슬러 올라가고, 영어의 같은 명사 "revolution"은 14세기까지 거슬러 올라간다. 당시에는 천체의 회전 운동이라는 뜻으로 의미가 제한되었다. 사회 질서의 갑작스러운 변화를 뜻하는 "revolution"은 15세기에 처음 기록되었다. 1688년이 되자 제임스 2세를 윌리엄 3세로 교체한 사건을 "명예혁명"이라고 명명할 만큼 단어의 정치적 의미가 충분히 익숙해지는 데 이르렀다.
한편, 혁명(革命)이라는 한자어의 출전은 주역이다.
天地革而四時成 湯武 革命 順乎天而應乎人 : 하늘과 땅이 바뀌어 사계절을 이루듯이, 탕과 무의 혁명은 하늘의 뜻을 따라 사람들의 요청에 응한 것이다.

## 정의
"혁명"은 현재 사회 및 정치 제도의 변화를 나타내는 데 가장 자주 쓰인다. 제프 구드윈 교수는 두 가지 정의를 제시한다. 첫째, 넓은 개념의 혁명은, "하나의 정부나 정치 체제가 비정상적이고 헌법의 범위를 벗어나거나 폭력적인 방식으로 행해지는 대중 운동에 의하여 무너지고 그렇게 함으로써 변형되는 모든 사례"를 포함한다. 둘째, 좁은 개념의 혁명은, "대중동원과 체제의 변동뿐만 아니라 국가권력을 둘러싼 투쟁 도중 혹은 직후에 다소 급격하고 근본적인 사회적, 경제적 혹은 문화적 변화까지 수반"한다.
잭 골드스톤은 혁명을 이와 같이 정의한다:
"[혁명이란] 사회의 정치 제도와 정치적 권위의 정당성을 변화시키기 위한 노력으로, 공식적 혹은 비공식적인 대중 동원과 권위를 약화시키는 제도화되지 않은 행동을 동반한다. 이러한 정의는 공산 정권을 무너뜨린 비교적 평화로운 혁명부터 아프가니스탄의 폭력적인 이슬람 혁명까지 다양한 사건을 포괄할 만큼 충분히 광범위하다. 동시에 이 정의는 제도나 권위의 정당성을 변화시키려는 노력이 없는 쿠데타와 정변, 내전, 그리고 반란을 제외할 만큼 강하다."

프랑스 혁명의 도화선이 된 바스티유 감옥 습격

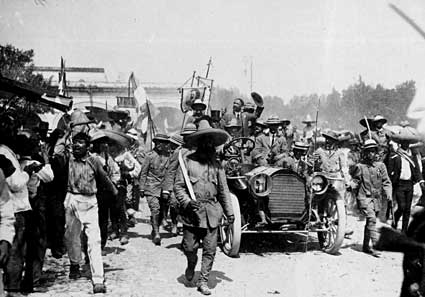
멕시코 혁명 당시 거리를 행진하는 사파티스타스

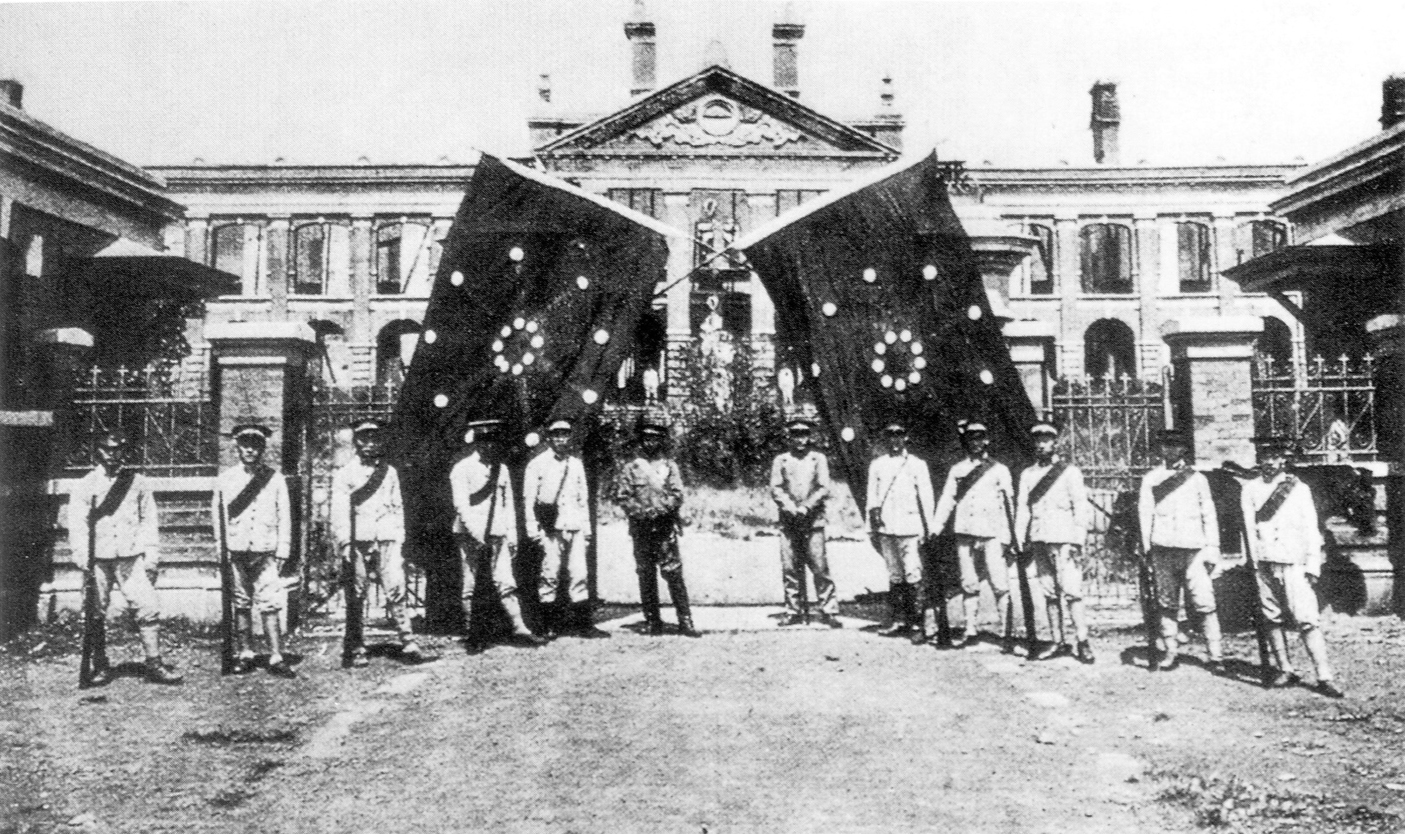
신해 혁명 직후 세워진 후베이 혁명 정부

러시아 혁명 당시 연설하는 레닌

골드스톤의 정의는 제2차 세계 대전 종전 후 이탈리아에서, 프란시스코 프랑코 사후 스페인에서, 그리고 군정 몰락 후 아르헨티나와 칠레에서 발생한, 국민투표나 자유 선거를 통한 민주주의로의 평화적인 이행을 제외하고 있다. 초기 학자들은 종종 혁명과 내전의 차이점을 두고 논쟁하였다. 그들은 또한 혁명이 순전히 정치적인(즉, 정부 구조 조정에 관한) 문제인지, "정치적 측면 뿐 아니라 경제와 종교, 산업, 가정을 포함한 사회 생활의 다방면에 영향을 미치는 광범위하고 포괄적인 사회적 변화인지"에 의문을 가졌다.

### 자유주의 혁명
- 청교도 혁명(1642년-1653년)
- 명예 혁명(1688년)
- 미국 혁명American Revolution(1774년-1783년)
  - 미국독립선언은 식민지인의 불만을 상세히 기술하고, 다수의 혁명이론을 집약하였다. 식민지인에게 "자연법과 자연의 신의 법이 부여하는 지위" 및 인간이 "창조주로부터 부여받은" 권리에 주의를 환기시키고 있다. 또한 미국 독립선언전문은 독립전쟁을 정당화하는 자연법 이론의 영향을 강력히 반영하고 있다.[13]
- 프랑스 혁명(1789년)
- 7월 혁명(1830년)
- 벨기에 혁명(1830년)
- 2월 혁명(1848년)
- 터키 혁명(1908년)
- 멕시코 혁명(1910년)
- 신해혁명(1911년)
- 러시아 2월 혁명(1917년)
- 독일 11월 혁명(1918년)

### 사회주의 혁명
- 파리 코뮌(1871년)
- 러시아 10월 혁명(1917년)
- 스파르타쿠스 봉기(1919년)
- 1921년 몽골 혁명(1921년)
- 스페인 혁명(1936년)
- 유고슬라비아 혁명(1941년-1945년)
- 베트남 8월 혁명(1945년)
- 제2차 국공 내전(1949년)
- 쿠바 혁명(1959년)
- 문화대혁명(1966년-1976년)
- 라오스 혁명(1975년)
- 앙골라 혁명(1975년-2002년)
- 니카라과 혁명(1979년-1990년)
- 볼리바르 혁명(1999년-)

### 민주주의 혁명
- 한국의 민주화
  - 동학 농민 혁명(1894년)
  - 4·19 혁명(1960년)
  - 5·18 광주 민주화 운동(1980년)
  - 6월 민주 항쟁(1987년)
- 필리핀 민중혁명(1987년)
- 천안문 사건(1989년)
- 2009년 이란 녹색 혁명
- 재스민 혁명(2010년)
- 이집트 혁명(2011년)
- 아랍의 봄(2010년, 2011년, 2012년)
- 해바라기 혁명(타이완), 우산 혁명(홍콩) (2014년)
- 아랍의 여름(2017년, 2019년)
- 수단 혁명(2019년)
- 2024년 방글라데시 쿼터 개혁 운동(2024년)

### 이슬람 혁명
- 이란 혁명

## 문화·사상 혁명
- 르네상스
- 종교 개혁
- 과학 혁명
- 세계화
- 문화대혁명

## 경제 혁명
- 신석기 혁명
- 산업혁명
- 녹색혁명
- 정보혁명

## 같이 보기
- 개혁
- 시민혁명
- 역성혁명